# Hippophae tibetana
Hippophae tibetana — багаторічна рослина родини маслинкових.

## Опис
Обліпиха тибетська це невеликий, іноді грунтопокривний чагарник, 10- 80 см заввишки.
Листя в основному в мутовках по 3, черешок листа близько 1 мм, листова пластинка знизу білувата зверху сірувата лінійно-довгаста, 1,2-2 х 0,25-0,4 см, густо луската, знизу з розкиданими субцілі, червонувато-коричневі лусочки та червонувато-коричнева середня жилка, край плоский. Чоловічі квітки близько 2 мм; пильовики близько 1,5 мм. Квітка-гроно-квітконоси 1-2 мм. 
Плід жовтувато-зелений, кулястий до еліптичні, круглі, 8-11 х 6-9 мм. 
Ендокарпій важко відокремити від насіння. Насіння плескате, 4-5,6 х 1,9-2,8 мм. Обліпиха тибетська зустрічається в сухих щебнистих або кам'янистих місцях, особливо в руслах річок і заплавах, на висотах 3600-4700 м, в Китаї, Бутан, Північна Індія, Непал.

## Вирощування
Обліпиха тибетська є помірно холодостійкою рослиною, здатною переносити короткі періоди з температурою приблизно до -10 ° C при повному сплячому стані. 
Досягає успіху в більшості ґрунтів, якщо вони не надто сухі. Добре росте в вологому ґрунті. Швидкозростаюче і дуже вітростійке дерево.
Представники цього роду привертають значний інтерес з боку селекційних інститутів своїми поживними речовинами в плодах, які мають лікувальне значення.
Рослини цього роду особливо стійкі до медоносних грибків. Цей вид має симбіотичні відносини з певними ґрунтовими бактеріями, ці бактерії утворюють бульби на коренях і фіксують атмосферний азот. Частина цього азоту використовується зростаючою рослиною, але частина також може бути використана іншими рослинами, що ростуть поблизу. Дводомний вид — як чоловічі, так і жіночі форми необхідно вирощувати, щоб отримати плоди та насіння.

## Використовування
Фрукти їдять сирі або варені. Смак дещо лимонний. Використовується для консервації. Дуже багатий вітаміном С, але занадто кислий в сирому вигляді на смак. Плоди стають менш кислими після заморозків або якщо їх приготувати. Жовтувато-зелені, від кулястих до еліптичних плодів становлять близько 8 - 11 мм x 6 - 9 мм. Цей вид має найбільші плоди роду. Плоди деяких культиварів містять до 9,2% олії.